# Фонте Вискола (Перуђа)
Фонте Вискола је насеље у Италији у округу Перуђа, региону Умбрија.
Према процени из 2011. у насељу је живело 57 становника. Насеље се налази на надморској висини од 251 м.